# Romanogobio tanaiticus
Romanogobio tanaiticus är en fiskart som beskrevs av Naseka 2001. Romanogobio tanaiticus ingår i släktet Romanogobio och familjen karpfiskar. IUCN kategoriserar arten globalt som livskraftig. Inga underarter finns listade i Catalogue of Life.